# Toxotas
Los Toxotas (en griego antiguo: Τοξωται/Toxotai, forma plural de τοξότης/Toxotes) en la Antigua Grecia, eran 
arqueros armados con un arco generalmente corto, casi 
nunca largo, y una espada pequeña. Como armas defensivas utilizaban un escudo de pequeño 
tamaño, llamado pelta, eventualmente una ligera armadura y un 
pequeño escudo redondo de bronce con abrazadera para el codo izquierdo. Casi siempre iban desprovistos de yelmo.

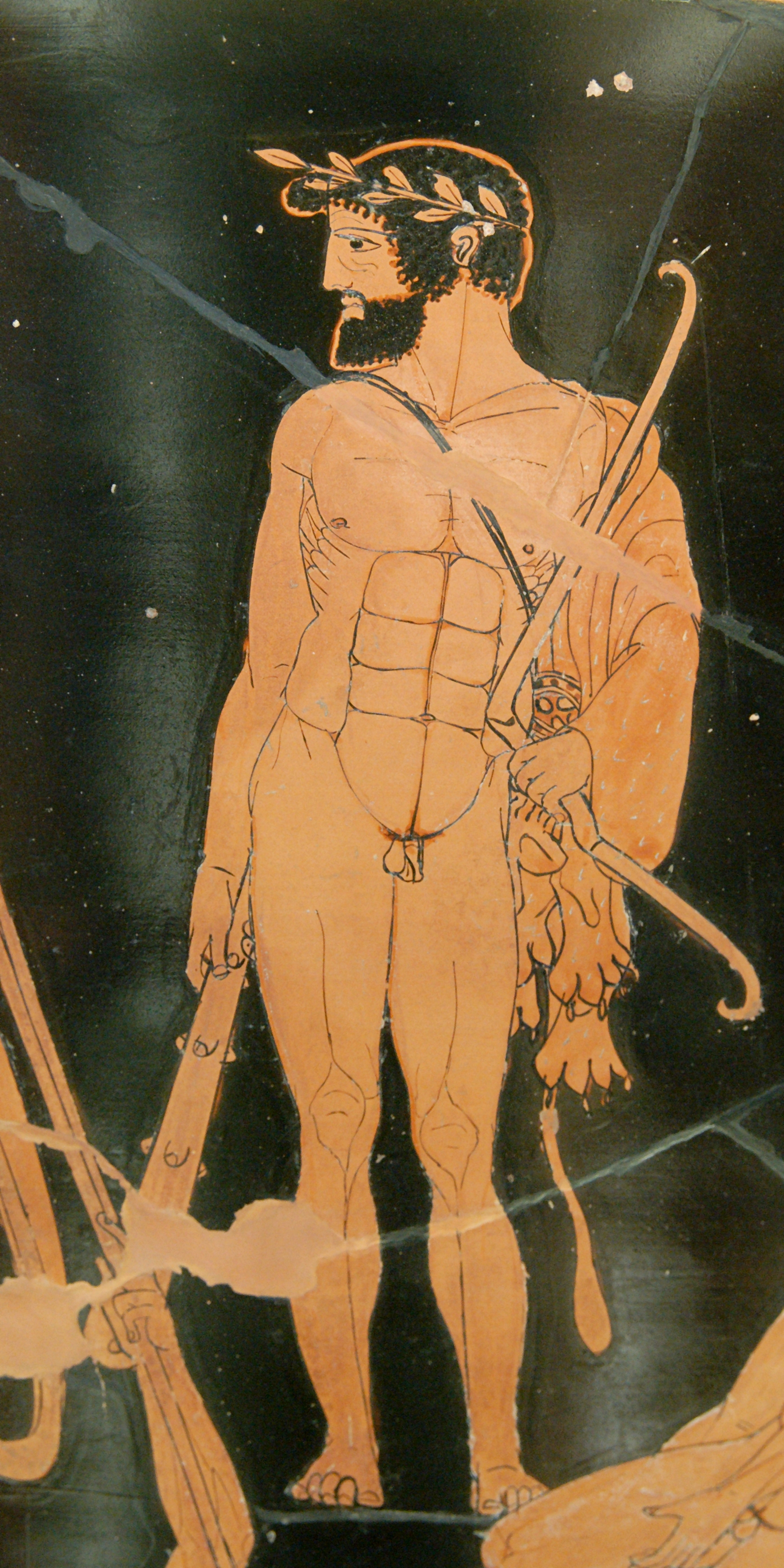
Crátera con Heracles portando su arco, conservada en el Museo del Louvre, y donde puede observarse la relativa pequeñez del arco griego.

Fueron utilizados durante largo tiempo como tropas auxiliares de la infantería pesada formada por los hoplitas. Solo después de varios siglos fueron incluidos en sus planes tácticos por los estrategos que se hallaban al mando de los ejércitos. Esta falta de uso ocurrió porque la disciplina del tiro con arco, aunque practicada por algunos héroes y dioses muy concretos (Odiseo, Heracles y Apolo), era extraña a la cultura griega y no existía una tradición de formación de arqueros que consiguiera expertos para afrontar una batalla; por lo tanto, se prefería emplear a los peltastas que utilizaban la jabalina, y a la hippikon (la caballería ligera).
Pero los generales cambiaron de opinión sobre la fuerza de los toxotas cuando vieron el uso que los persas hacían de sus arqueros en batalla, especialistas que eran idóneos para un ataque frontal contra la infantería, para golpear a los hoplitas dispuestos en formación de falange, los cuales, entorpecidos en la rígida formación militar, tenían dificultades para defenderse con el escudo.
Como los peltastas, los toxotas no participaban casi nunca en batallas, sobre todo en primera línea. Más que nada estaban destinados a hostigar a las formaciones enemigas desde detrás de las formaciones aliadas o se movían ágilmente en el campo de batalla en pequeños grupos, intentando sorprender lateralmente a las falanges adversarias, o socorrer a las tropas que estaban siendo atacadas, acudiendo donde hubiera necesidad de ello.
Los hipotoxotas eran arqueros a caballo que cabalgaban delante de la caballería.
Algunas veces incluso fueron alistados como «francotiradores», para matar a distancia a personas influyentes como reyes, generales, y otros jerarcas que nunca participaban en primera fila en las batallas.